# Monges Eremites de l'Orde de Sant Ambròs ad Nemus
Les Monges Eremites de l'Orde de Sant Ambròs ad Nemus o Eremites Ambrosianes són religioses de vots solemnes pertanyents a un orde mendicant femení de clausura i dedicades a la vida contemplativa.

## Història
L'orde monàstic té origen en una comunitat d'eremites reunides al Sacro Monte de Varese al voltant de la beata Caterina Moriggi de Pallanza (1437-1478) i Giuliana Puricelli de Busto Arsizio (1427-1501), que s'hi havien retirat cap al 1454 per fer-hi vida eremítica i ajudar els pelegrins que anaven al santuari marià de la muntanya. i van atreure altres seguidores. A petició de Morigi i Puricelli, i amb el suport del duc de Milà Galeazzo Maria Sforza, el papa Sixt IV va permetre que s'hi erigí un monestir el (10 de novembre de 1474. El 10 d'agost del 1476 les primeres monges hi van fer la professió solemne dels vots, segons la Regla de Sant Agustí i les constitucions de l'Orde de Sant Ambròs ad Nemus, orde mendicant fundat al segle xiv que seguia el ritu ambrosià.
A la mort de Caterina Moriggi en 1478, la succeí com a superiora Benedetta Biumi. El monestir, protegit per la família Visconti, va créixer i va obrir una escola. L'orde, però, només es va estendre per la Llombardia, obrint dos monestirs més a Bernaga i Agra. La República Cisalpina, en 1798, va suprimir els ordes religiosos i les monges se'n dispersaren. El 1822 es restaurà la vida al monestir del Sacro Monte i se'n reobrí l'escola, que seria tancada definitivament en 1969, quan les monges tornaren al carisma original de la vida contemplativa de clausura estricta.
Dels monestirs antics, només queda el de Santa Maria del Monte al Sacro Monte de Varese; la resta van ésser suprimits per Napoleó I. En 1962, l'arquebisbe Giovanni Battista Montini, després papa, va autoritzar la refundació dels monestirs de Bernaga di Perego (província de Lecco), i després els monestirs d'Agra (província de Varese, 1974) i Revello (província de Cuneo, 1986). Tots quatre són autònoms canònicament.

## Activitat i difusió
Les Eremites Ambrosianes viuen en clausura i es dediquen a la pregària contemplativa, la meditació i l'estudi, a més del conreu de les hortes i la cria d'animals de granja. En 1969 es fundà un taller de restauració on les monges treballaven per a restaurar obres d'art.